# Cantherhines longicaudus
Cantherhines longicaudus is een straalvinnige vissensoort uit de familie van vijlvissen (Monacanthidae). De wetenschappelijke naam van de soort is voor het eerst geldig gepubliceerd in 1982 door Hutchins & Randall.